# Буртка
Буртка — (річка) в Україні у Новоукраїнському й Звенигородському районах Кіровоградської й Черкаської областей. Ліва притока річки Сухого Ташлика (басейн Дніпра).

## Опис
Довжина річки приблизно 7,81 км, найкоротша відстань між витоком і гирлом — 5,74  км, коефіцієнт звивистості річки — 1,36 . Формується декількома струмками та загатами.

## Розташування
Бере початок у селі Бурти (колишнє Бурткі). Тече переважно на північний схід через село Коханівку і у селі Баландине впадає у річку Сухий Ташлик, праву притоку Мокрого Ташлику.

## Цікаві факти
- На річці існує декілька газових свердловин[4], а у XIX столітті — багато вітряних млинів[1].